# Un air de famille (émission de télévision)
Pour les articles homonymes, voir Un air de famille.

Logo de la version française de l'émission.

Un air de famille est un concept d'émission de télévision de divertissement d'origine québécoise, puis décliné à l'international, notamment en France et en Suisse,. L'émission est notamment rediffusée par TV5 Monde.

## Émission
L’émission Un air de famille diffusée depuis septembre 2012 est une émission de divertissement musical et familial, produite par Attraction Images et animée par Patrice L'Ecuyer,.
Sur France 2 à partir du mois de septembre 2013 présenté par Virginie Guilhaume.

## Concept
Sous la forme de télé-crochet, le concept de l’émission est de chanter en chœur en famille sur un plateau de télévision. La prestation est commentée par trois chanteurs professionnels. Pour la version québécoise, ces derniers sont Bruno Pelletier, Johanne Blouin et Jean-François Breau.